# Biosteres retractus
Biosteres retractus är en stekelart som först beskrevs av Fischer 1965.  Biosteres retractus ingår i släktet Biosteres och familjen bracksteklar. Inga underarter finns listade.